# 喜界町立第一中学校
喜界町立第一中学校（きかいちょうりつ だいいちちゅうがっこう）は、鹿児島県大島郡喜界町大字湾にあった町立中学校。喜界島に属する。

## 概要
- 1948年創立。喜界町立湾小学校、喜界町立坂嶺小学校、喜界町立荒木小学校、喜界町立滝川小学校出身の生徒が通学していた。
- 2000年より、他の島内の中学校と共に、鹿児島県立喜界高等学校と連携して中高一貫教育を行っていた。
- 平成19年度の学級数は7クラス、生徒数は188名であった。
- 2012年3月31日 - 町内の3中学校を統合し喜界町立喜界中学校が新設されるのに伴い閉校した。

## 卒業後の進路
町内の喜界高等学校に進学する生徒が多かった。